# L'Affaire des antiquités
L'Affaire des antiquités (titre original : The Artifact Business) est une nouvelle humoristique de science-fiction de Robert Silverberg.
La thématique, qui était nouvelle à l'époque de la publication de la nouvelle, concerne la fraude archéologique appliquée au domaine de la science-fiction.

## Publications
Si l'on ne prend en compte que les parutions aux États-Unis, au Royaume-Uni, en Allemagne et en France, la nouvelle a été publiée, entre 1956 et 2012, à 13 reprises dans des recueils de nouvelles de Silverberg ou dans des anthologies regroupant des nouvelles de divers auteurs.

### Première publication aux États-Unis
La nouvelle est écrite en 1956 et paraît en avril 1957 sous le titre The Artifact Business dans le magazine Fantastic Universe.

### Publications en France
La nouvelle est parue en langue française en 2002, aux éditions Flammarion, dans le recueil Le Chemin de la nuit (grand format), avec une traduction d'Hélène Collon. 
Une nouvelle édition en format poche est intervenue chez J'ai lu en 2004 avec la même traduction. 
La nouvelle est ainsi l'une des 124 « meilleures nouvelles » de Silverberg sélectionnées pour l'ensemble de recueils Nouvelles au fil du temps, dont Le Chemin de la nuit est le premier tome.

### Publication en Allemagne
La nouvelle a été publiée en Allemagne en 1971 sous le titre Antiquitäten.

## Résumé
Sur la planète Voltus se trouvent des archéologues humains qui fouillent le sol de la planète à la recherche d'antiquités, que l'on revend très cher sur Terre.
Le début de la nouvelle pose le contexte et présente les protagonistes : le narrateur Jarrell, archéologue ; Zweig, l'acheteur d'objets archéologiques, travaillant pour une grande compagnie spatiale ; David Sturges, archéologue véreux et amoral ; George Darby, archéologue honnête et consciencieux.
Or voici que George Darby révèle d'abord à Jarrell, puis à l'ensemble de la communauté des archéologues, que les Voltusiens sont en fait des escrocs et des faussaires. Tous les objets découverts jusqu'ici sont des artefacts récents, et les objets archéologiques réellement Voltusiens sont laids et sans valeur. Darby présente des preuves de ce qu'il avance, et notamment les aveux d'un Voltusien. La petite communauté scientifique est sous le choc et en réfère à la compagnie intersidérale qui achète l'ensemble de la production découverte sur la planète. 
Immédiatement, celle-ci annonce son intention de quitter les lieux et de refuser d'acheter tout artefact.
Darby n'avait pas pensé aux implications de ses révélations : désormais, tous les archéologues se retrouvent au chômage, ainsi que les Voltusiens ! 
La situation semble dramatique et irrémédiablement compromise.
David Sturges, l'archéologue véreux et amoral, propose alors un plan insensé : les Voltusiens créeront des objets archéologiques humains, qui seront disposés en des lieux stratégiques sur Terre. Ce qu'ils avaient si bien réussi à faire jusqu'à présent, on va le continuer tous ensemble, mais sur Terre. Faisant taire ses scrupules, Jarrell accepte immédiatement et propose que Darby soit le coordinateur de l'équipe sur Terre. Darby accepte.
Et c'est ainsi que quelques mois après, on découvre des scarabées antiques en or en Égypte. Puis on en découvre d'autres, qui sont achetés par des joailliers. Puis on découvre un bouclier homérique en Grèce, puis des poteries vitrifiées en Syrie, puis des métaux ouvrés d'origine Scythe en Syrie, etc., etc.

La nouvelle se termine ainsi : 
«  Et demain, je montrerai à Dobak comment fabriquer des poteries mexicaines de la période chichimèque. Ces choses là plaisent beaucoup. Je suis sûr qu'il y a un marché pour ça. »